# Bauler (Landkreis Ahrweiler)

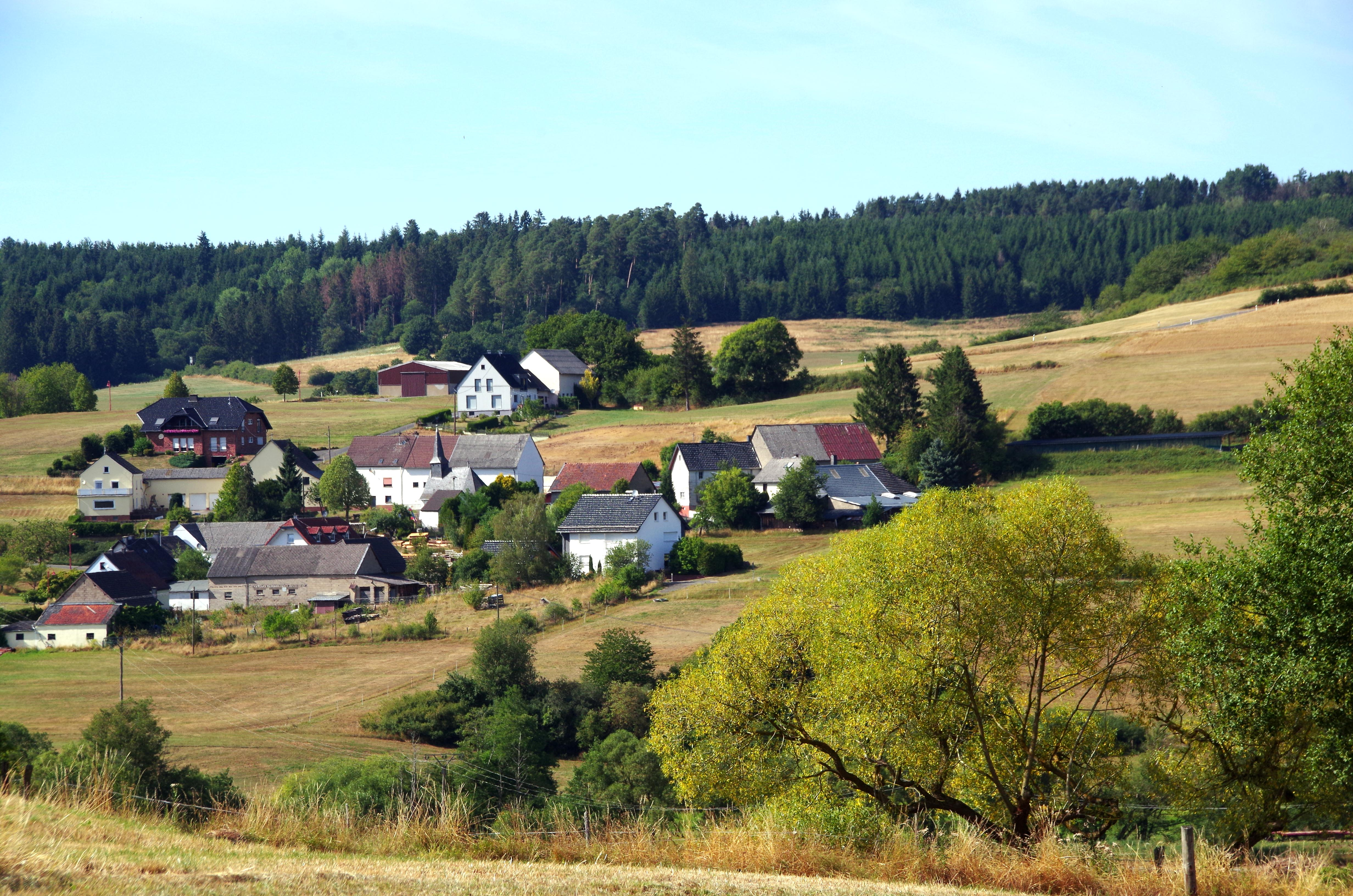
Bauler von Südosten

Bauler ist eine Ortsgemeinde im Landkreis Ahrweiler in Rheinland-Pfalz. Sie gehört der  Verbandsgemeinde Adenau an und liegt nordwestlich von Kelberg am Trierbach, einem Nebenfluss der Ahr. Bauler ist gemessen an der Einwohnerzahl die kleinste Ortsgemeinde des Kreises.

## Geschichte
Erstmals urkundlich erwähnt wurde der Ort als „Budelar“ im Jahr 1140. Bis zum Ende des 18. Jahrhunderts gehörte er zum kurkölnischen Amt Nürburg. Unter der französischen Verwaltung ging Bauler zur Mairie Barweiler im Kanton Adenau, in der preußischen Zeit zur Bürgermeisterei Aremberg im Kreis Adenau.
Die Einwohnerzahl Bauler hat seit Anfang des 19. Jahrhunderts kontinuierlich abgenommen.
Bevölkerungsentwicklung
Die Entwicklung der Einwohnerzahl von Bauler, die Werte von 1871 bis 1987 beruhen auf Volkszählungen:
| Jahr | Einwohner |
| ---- | --------- |
| 1815 | 100       |
| 1835 | 83        |
| 1871 | 99        |
| 1905 | 83        |
| 1939 | 74        |
| 1950 | 72        |

| Jahr | Einwohner |
| ---- | --------- |
| 1961 | 72        |
| 1970 | 78        |
| 1987 | 58        |
| 1997 | 52        |
| 2005 | 39        |
| 2023 | 50        |

## Politik

### Bürgermeister
Raimund Michels ist Ortsbürgermeister von Bauler. Da bei der Direktwahl am 26. Mai 2019 kein Bewerber angetreten war, oblag die anstehende Neuwahl des Bürgermeisters gemäß Gemeindeordnung dem Rat. Dieser bestätigte Michels am 12. Juli 2019 in seinem Amt. Zur Direktwahl am 9. Juni 2024 gab es erneut keine Bewerbungen. Daher erfolgte diese wie bereits 2019 durch den Rat.

## Sehenswertes
Sehenswert ist die um 1700 erbaute Kapelle Bauler.

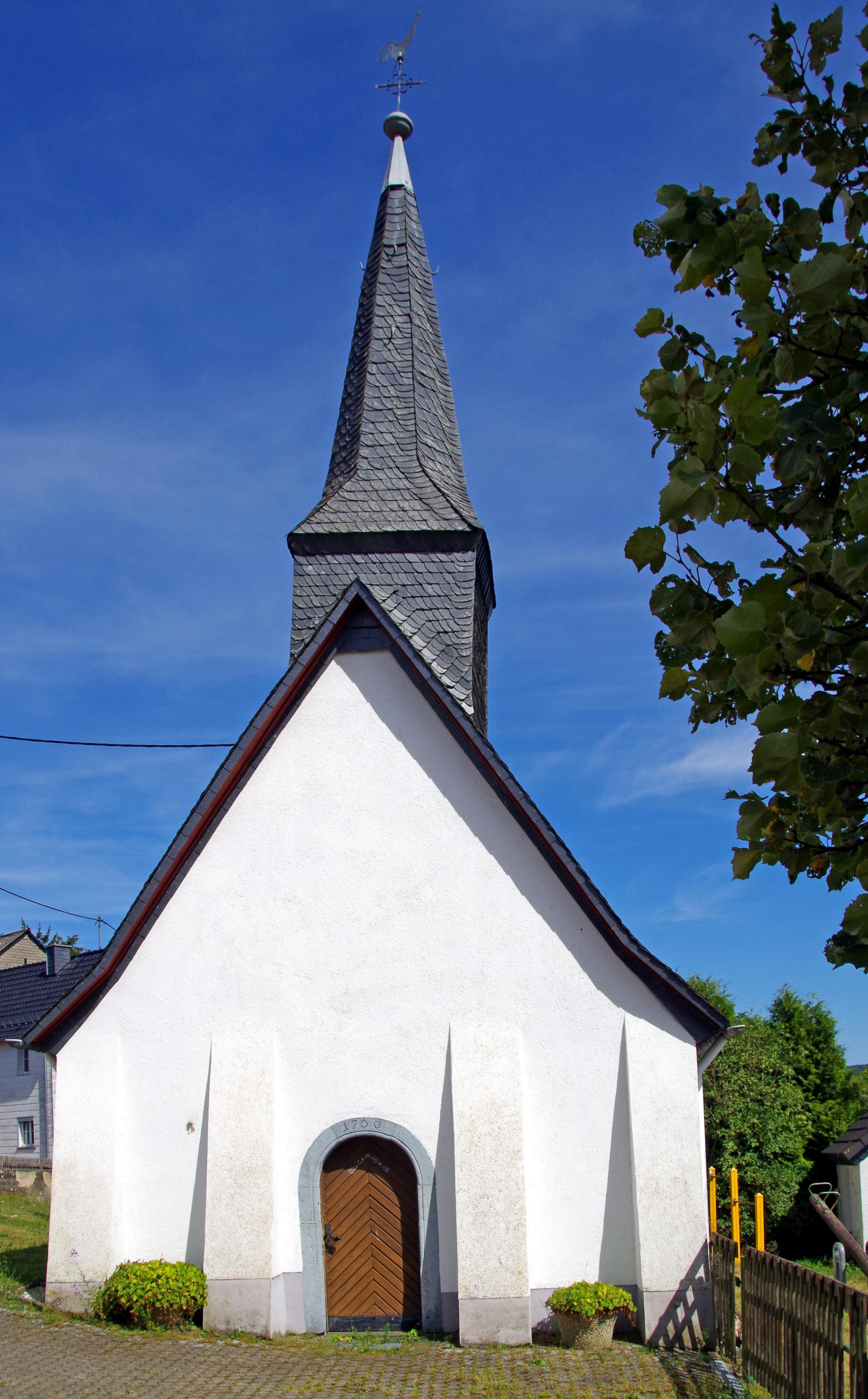
St. Georg, Westseite
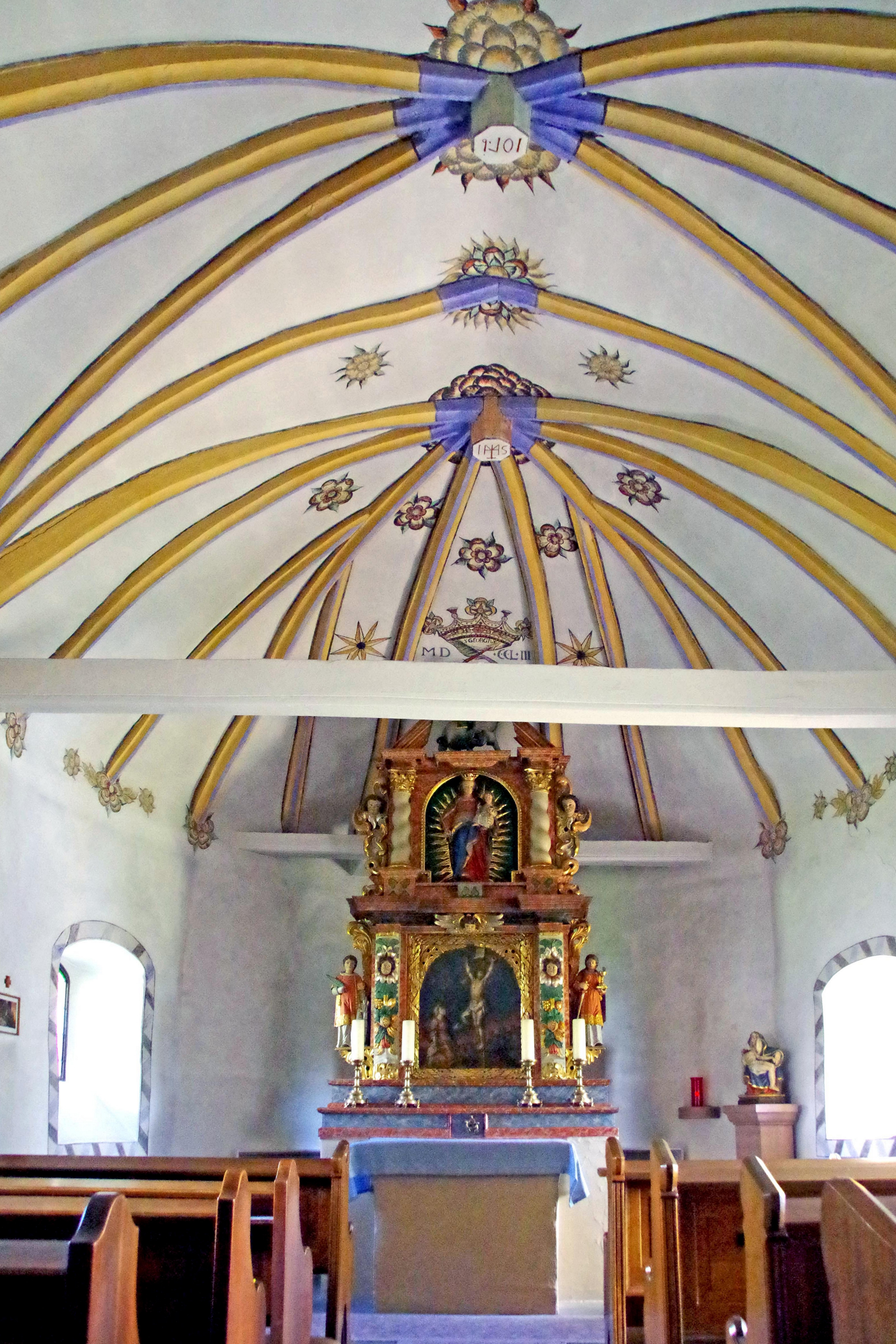
Innenraum
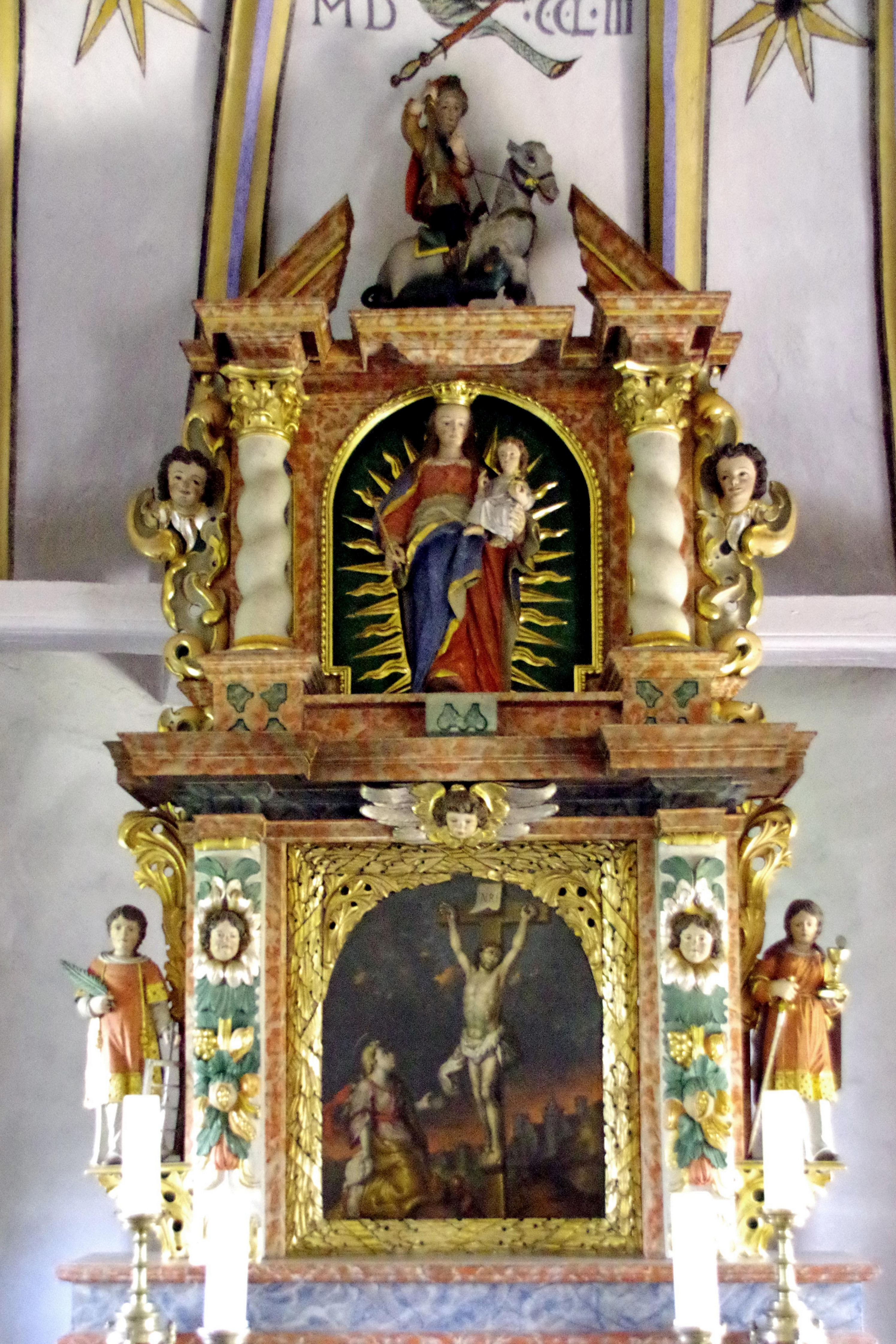
Barock-Altar (1703)
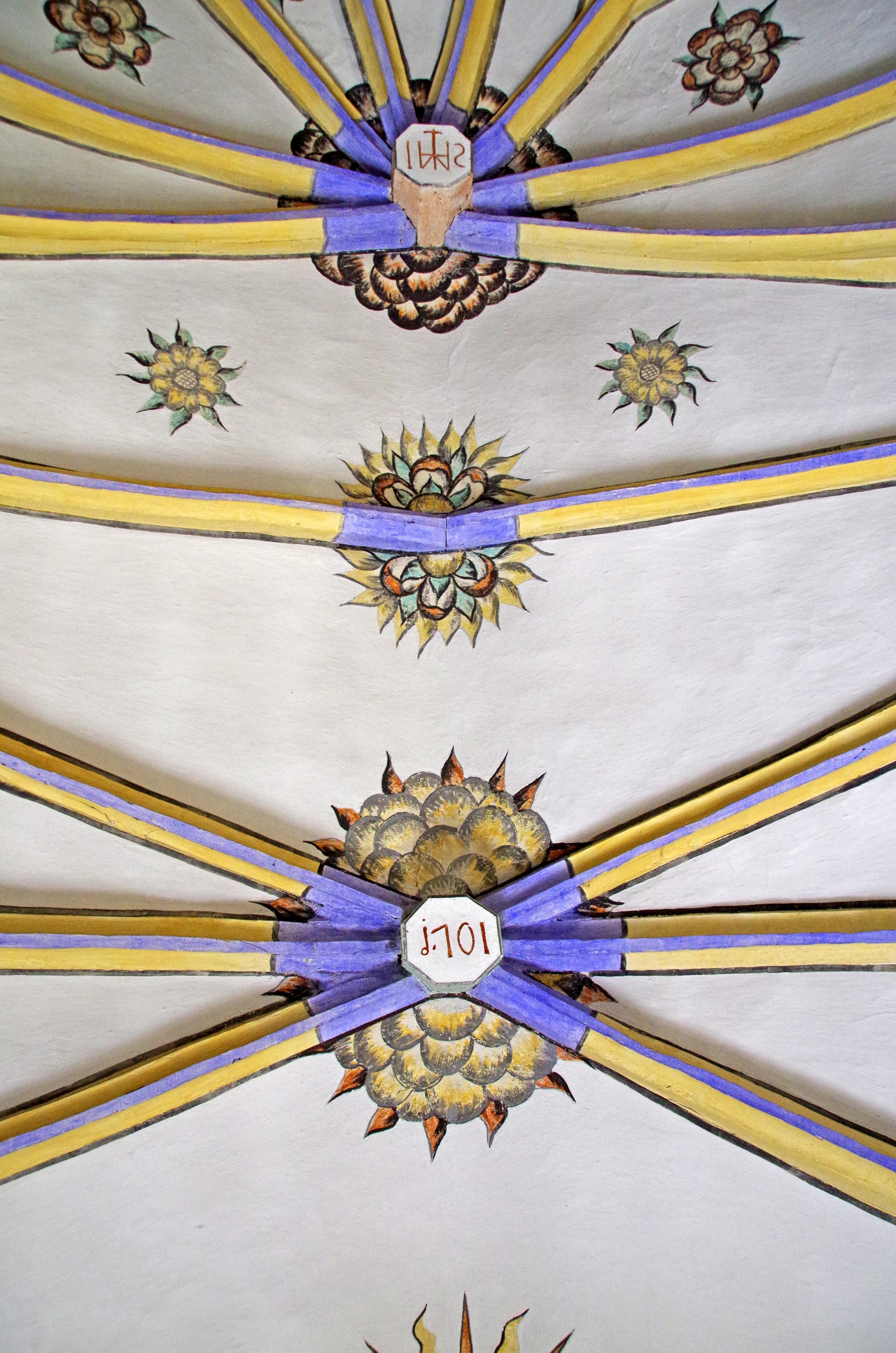
Rippendecke (1701)
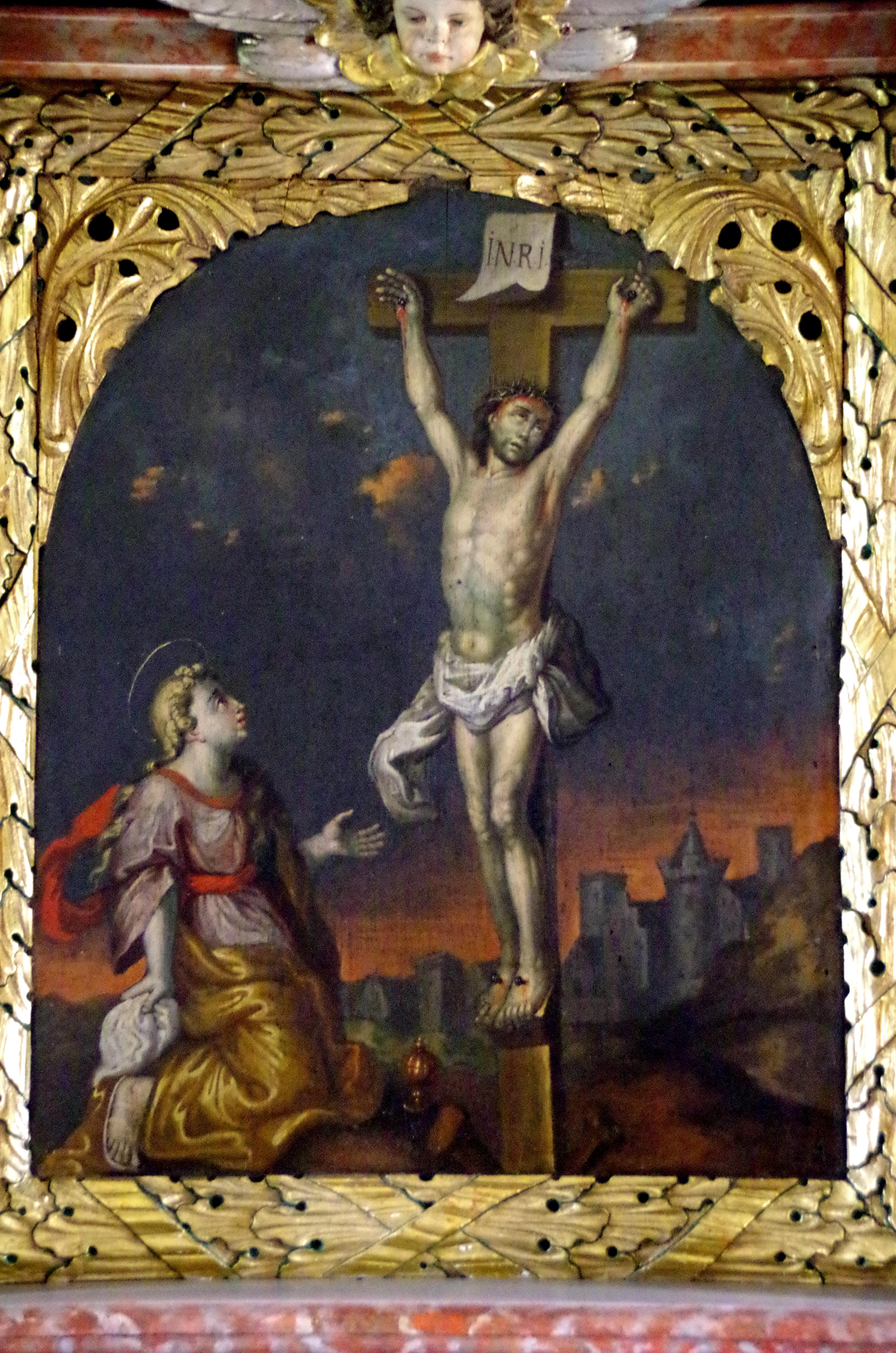
Altargemälde
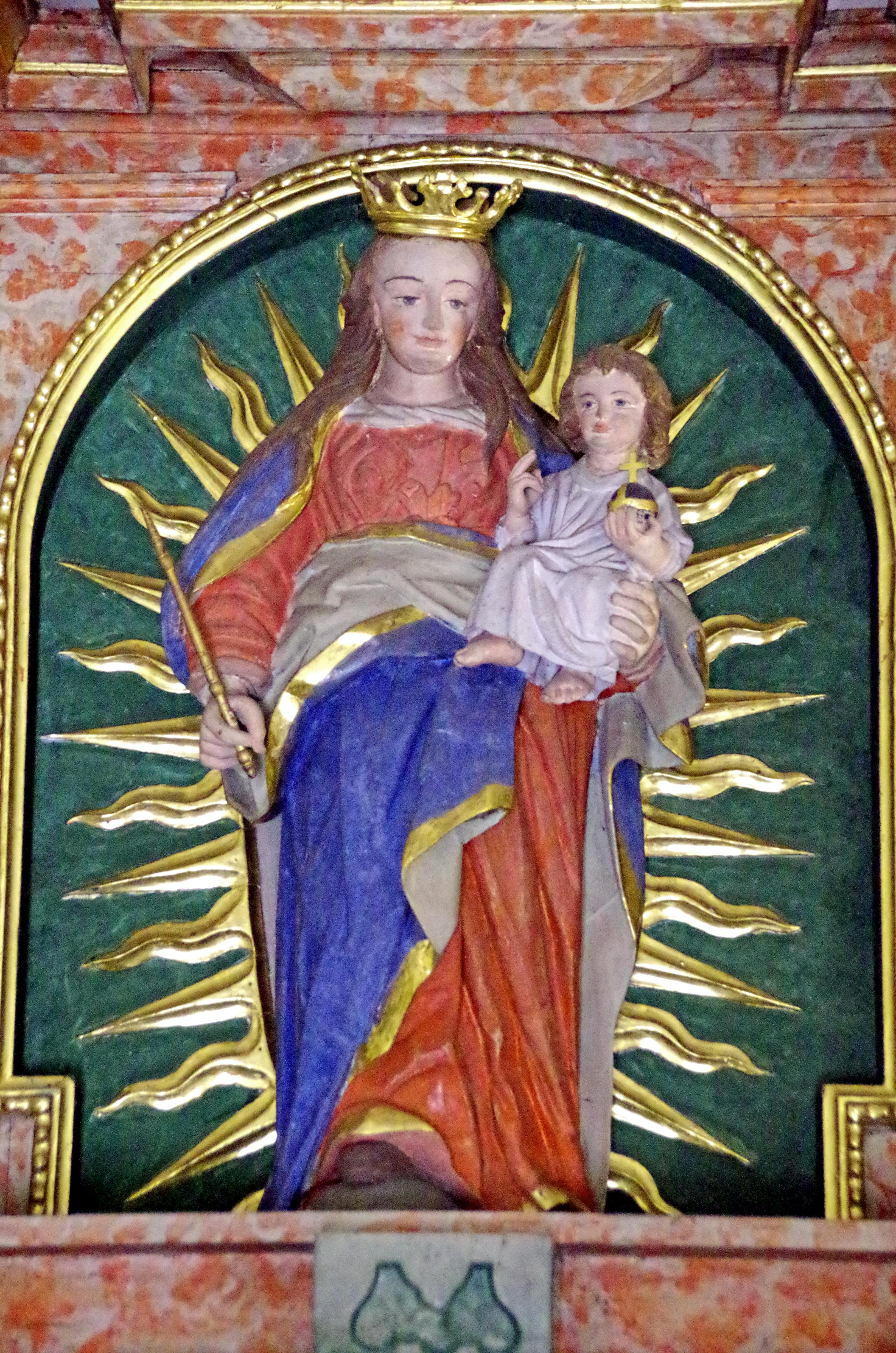
Strahlenkranz-Madonna
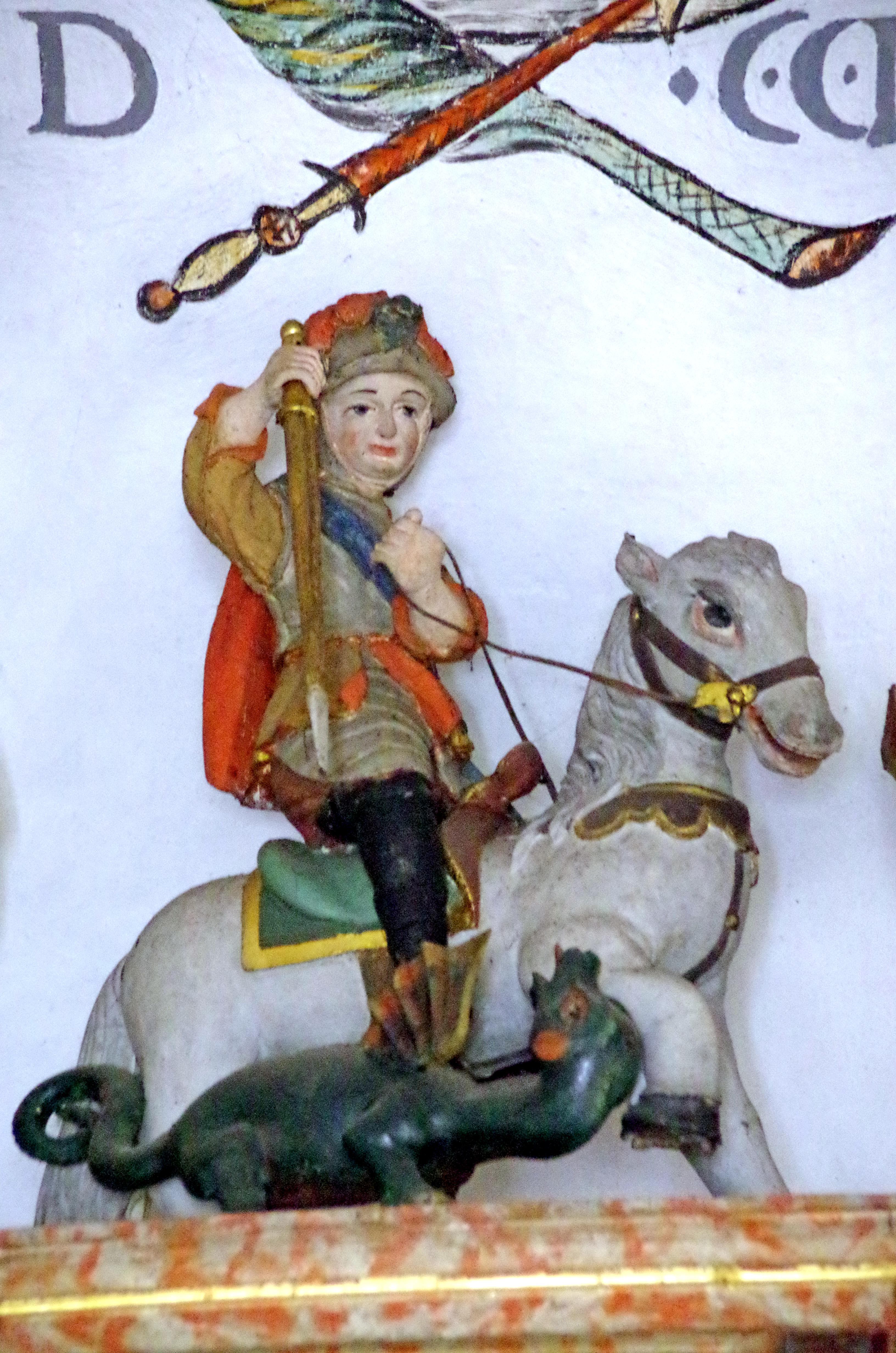
St. Georgs-Statue
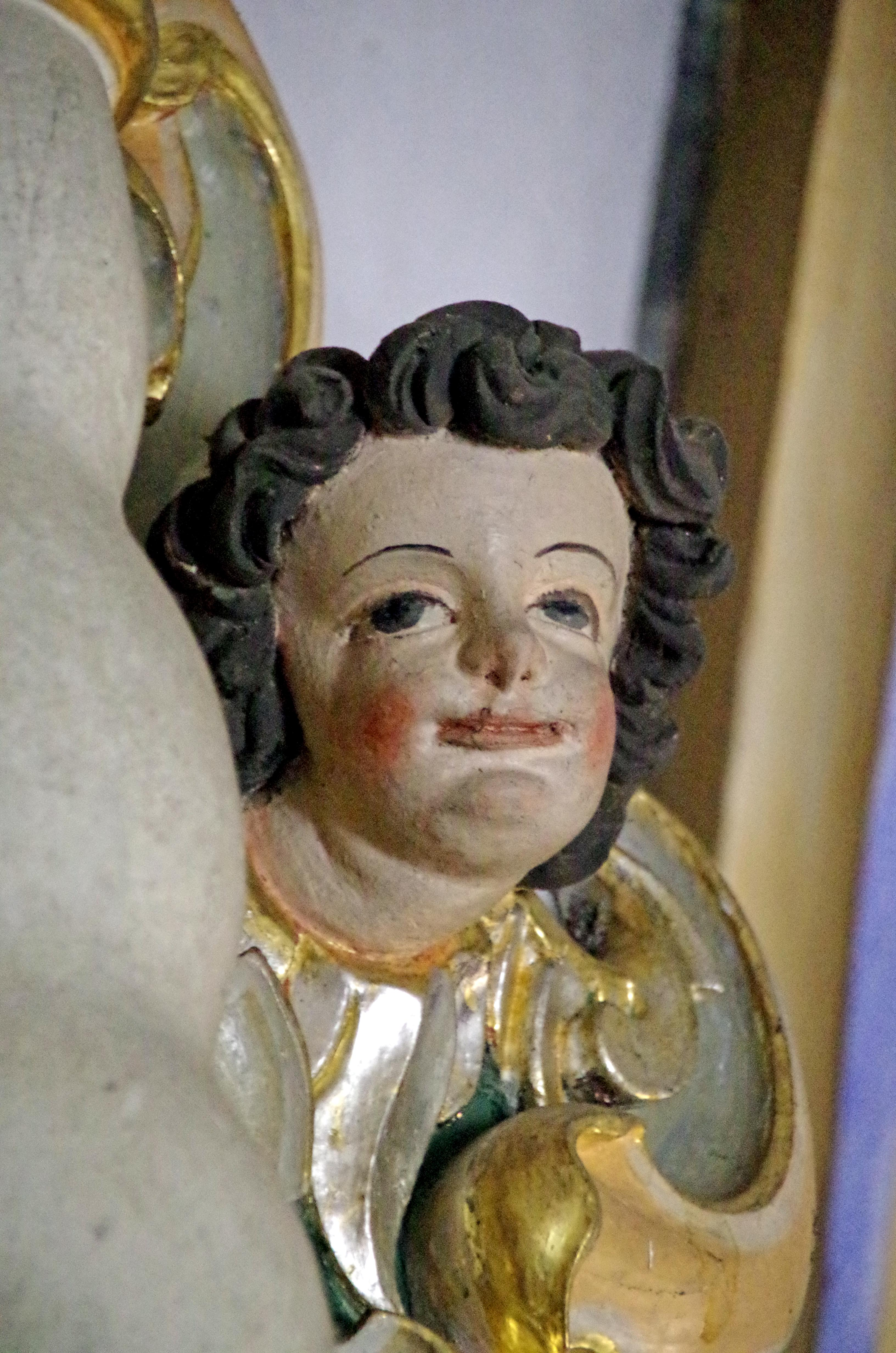
Altar-Engelkopf